# Eriksbergsåsen

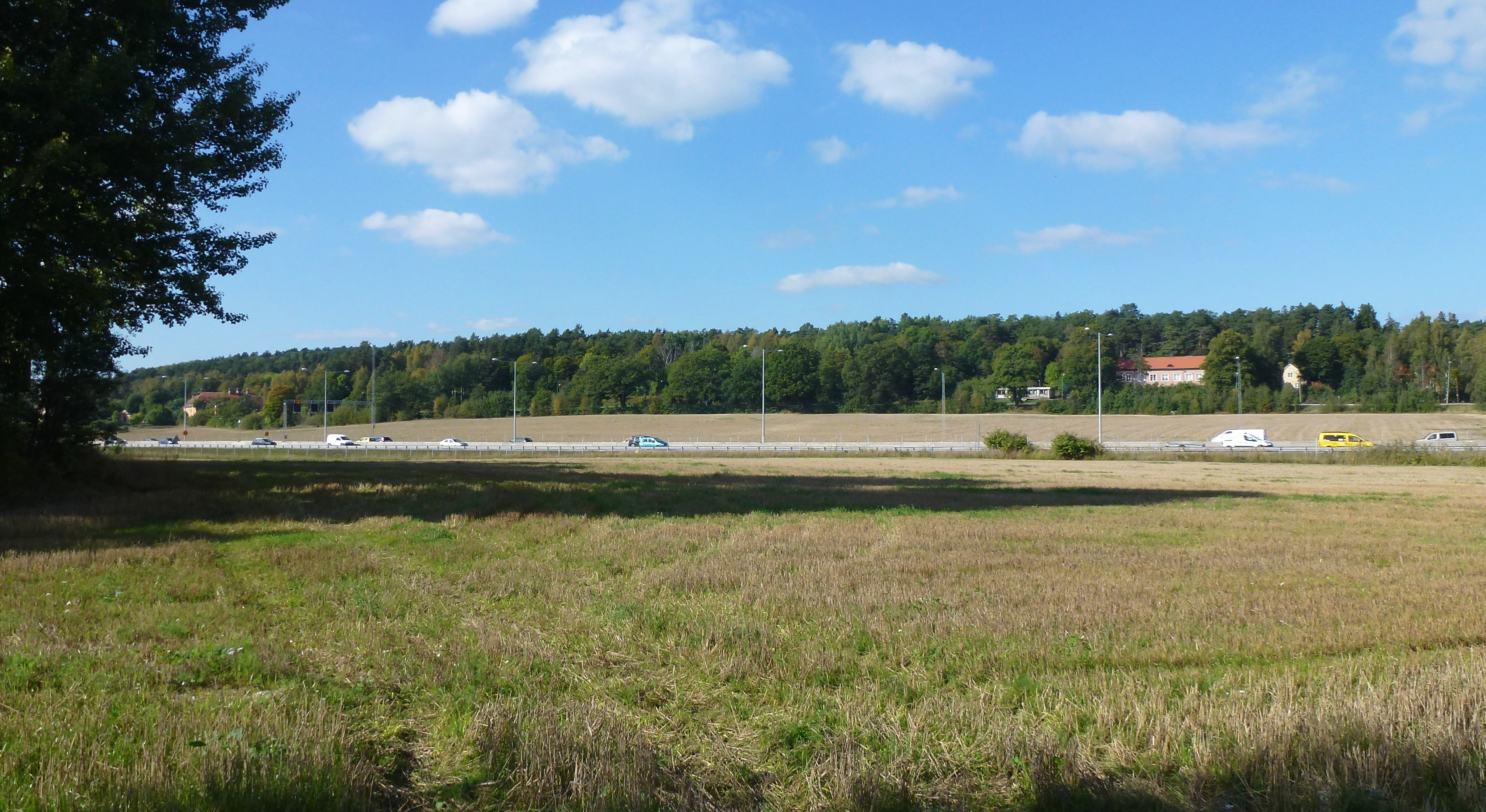
Eriksbergsåsen, vy från syd över Södertäljevägen, 2014. Byggnaden i skogsbrynet till höger är gamla Botkyrka kyrkskola.

Eriksbergsåsen (även kallad Aspberget) är en långsmal bergsrygg i Botkyrka kommun, Stockholms län. Här finns bland annat kommunens näst största gravröse. Eriksbergsåsens norra sida började bebyggas i början av 1970-talet med bostadsområdet Eriksberg. För närvarande pågår anläggningsarbetena för Norsborgsdepån under berget.

## Geografi
Eriksbergsåsen sträcker sig i ost-väst ritning och är cirka 2,8 kilometer lång och 0,5 kilometer bred. Åsen begränsas i norr av Hallundavägen och i syd av Sankt Botvids väg. Från sydvästra delen kan man se milsvitt mot Sturehovs slott, sjön Aspen och Bornsjön.

### Panorama

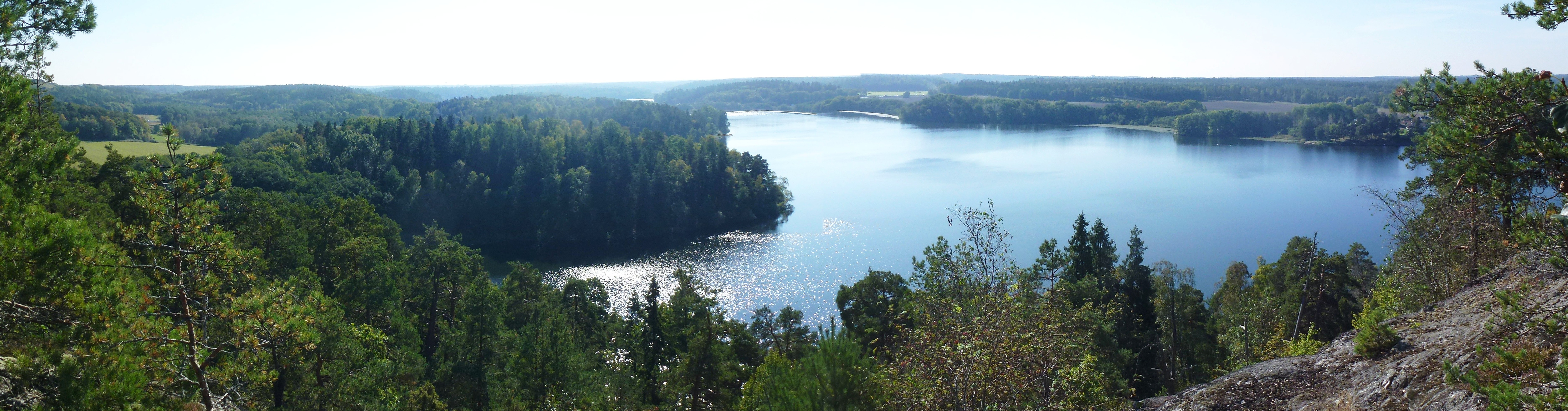
Panorama mot syd över sjön Aspen, september 2014.

## Fornlämningar
Innan Eriksbergsåsen byggdes i början på 1970-talet fanns här många gravrösen från bronsåldern. En del togs bort men några finns kvar. Det största med RAÄ-nummer Botkyrka 17:1 som ligger på bergets västra del. Med 23 meter längd och tre meter höjd är det ett av de största rösena i Botkyrka. Bara röset i Hallunda (Botkyrka 70:1) är större. På Eriksbergsåsens östra del finns ytterligare ett gravröse som har RAÄ-nummer Botkyrka 88:1. Det har en längd på 20 meter och en höjd av två meter. Röset är skadat, en del av fyllningen ligger utplockad och utspridd.

### Bilder fornlämningar

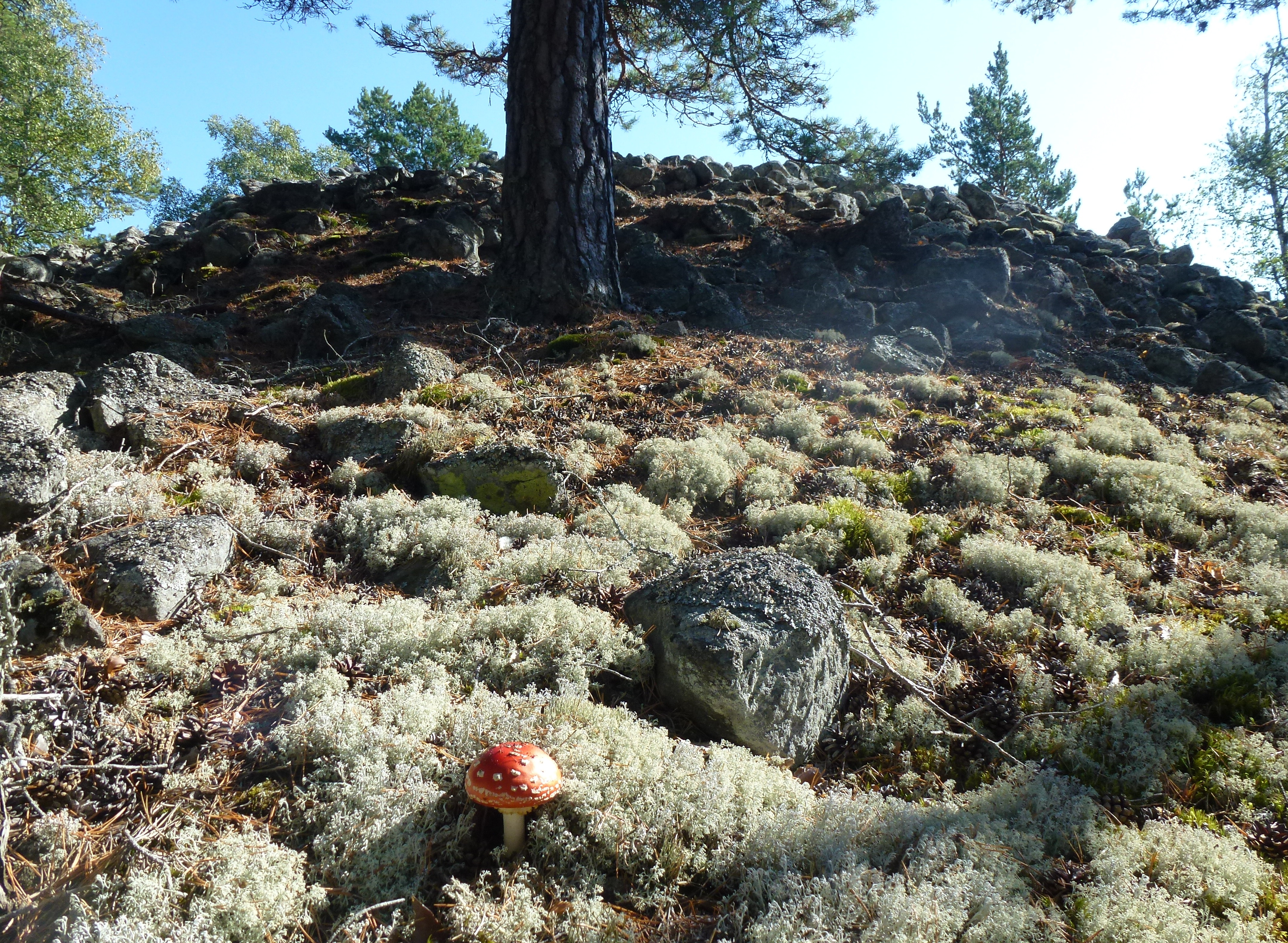
Röse Botkyrka 17:1
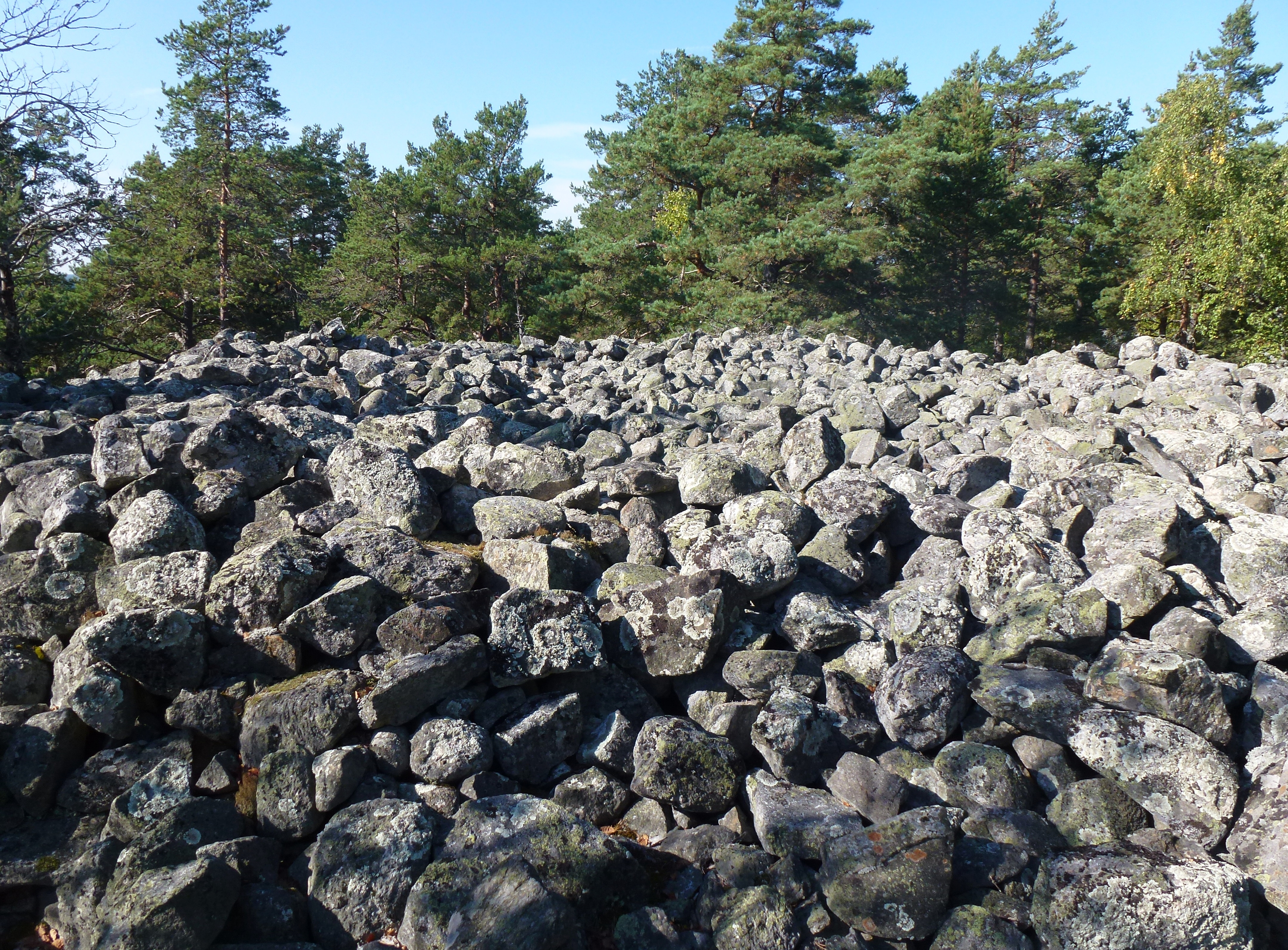
Röse Botkyrka 17:1
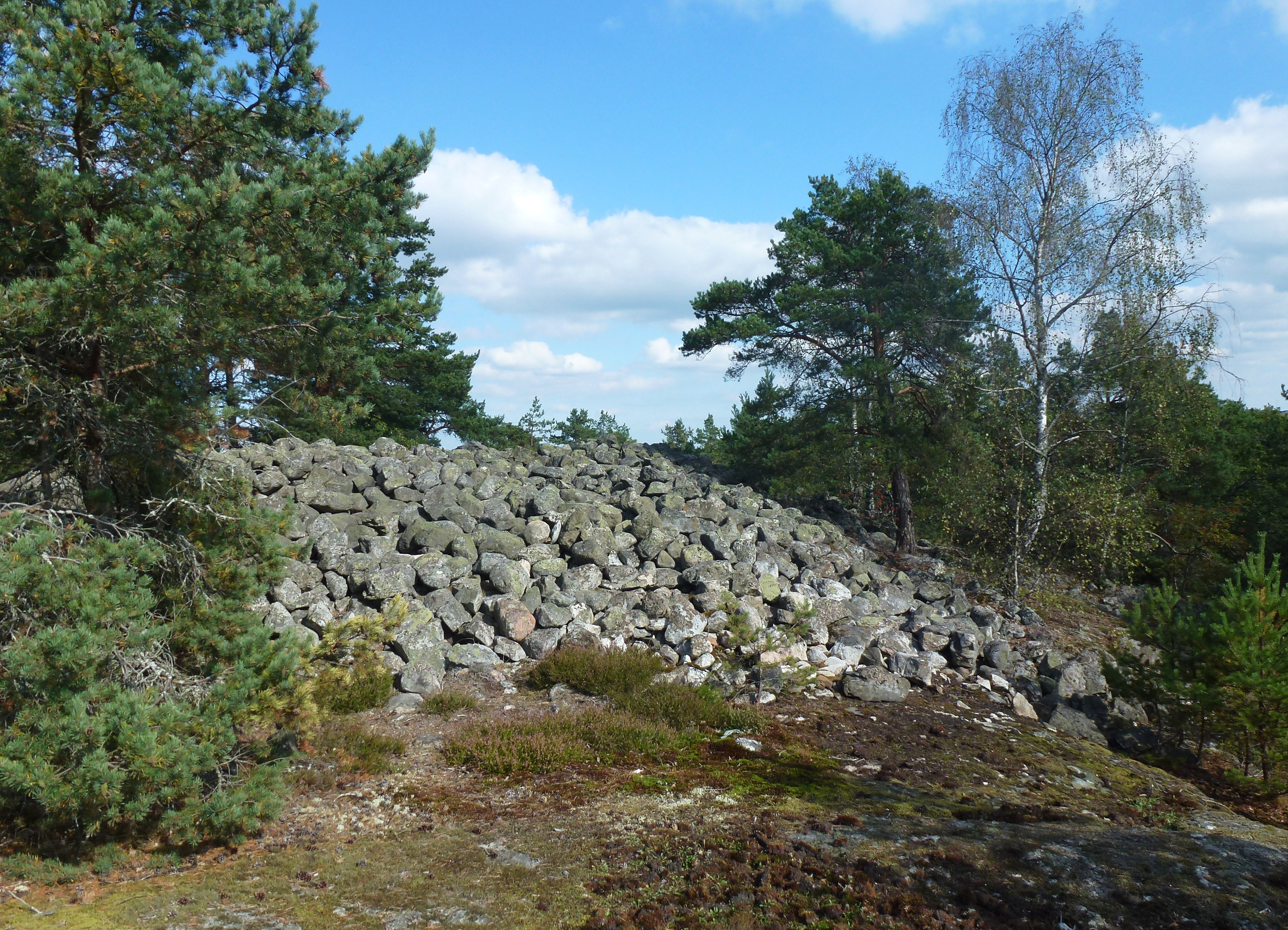
Röse Botkyrka 88:1
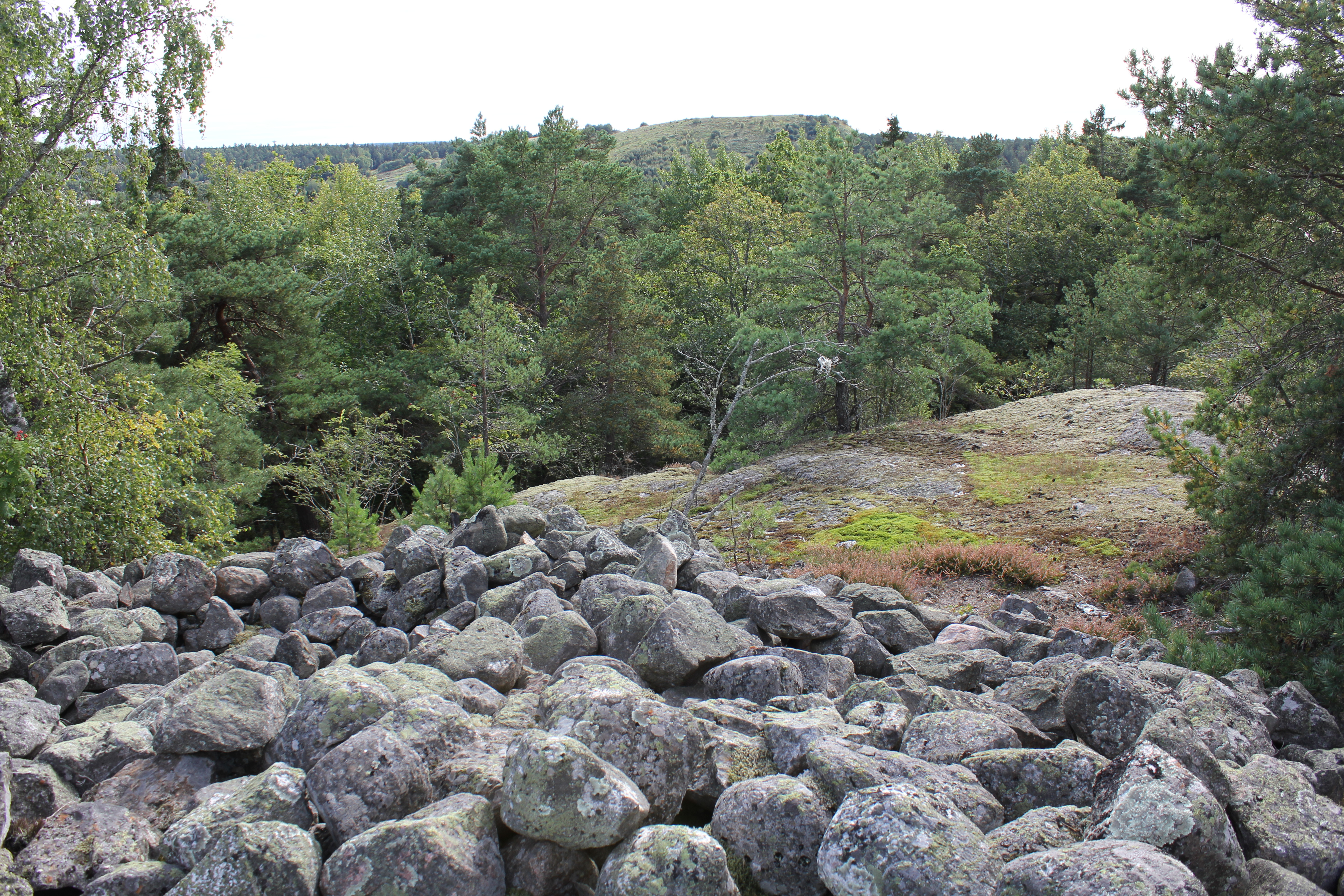
Röse Botkyrka 88:1

## Bebyggelse
Inom ramen för miljonprogrammet beslöts i mitten av 1960-talet att bebygga Norra Botkyrka med höghus, villor och radhus. Projektet kallades Botkyrkastaden. Förutom bostadsområdet Eriksberg på Eriksbergsåsen ingick även Hallunda, Norsborg, Slagsta, Fittja och Alby i projektet.
Mellan 1973 och 1975 uppfördes fyra höga och långa huslängor på bergryggens norra del. Husen ritades av arkitekt Lars Bryde och byggdes åren 1973–75 i egen regi av SKB:s dåvarande byggnadsavdelning. För försörjning med dricksvatten anlades i början på 1970-talet Eriksbergs vattenreservoar som står strax nordost om röse Botkyrka 88:1. På bergets mellersta del tillkom en småhusbebyggelse med radhus och längs bergstes södra del sträcker sig villskvarter. Mitt på berget står Hammerstaskolan, en F-9-skola med omkring 440 elever.

### Bilder bebyggelse

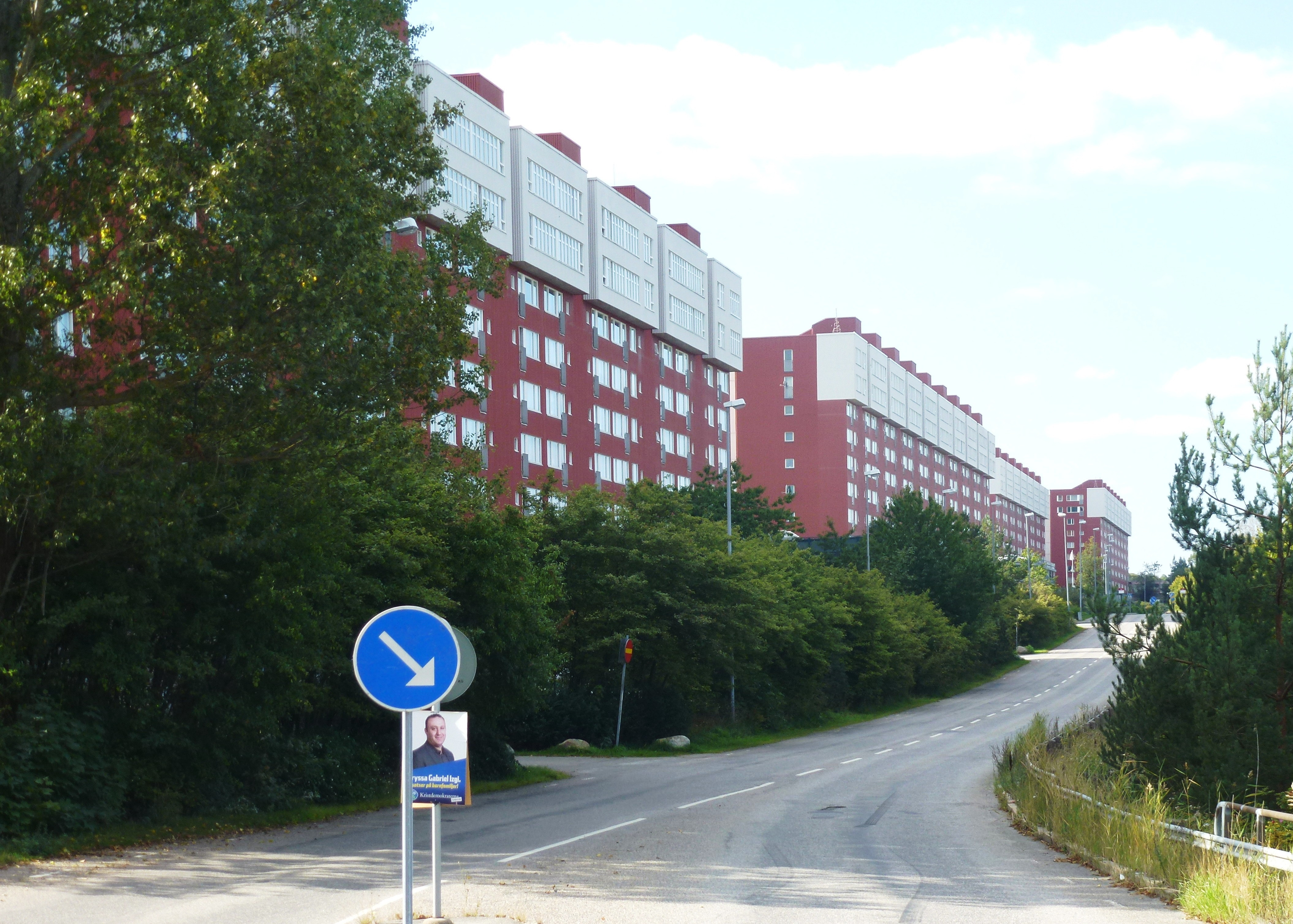
Lars Brydes höghuslängor
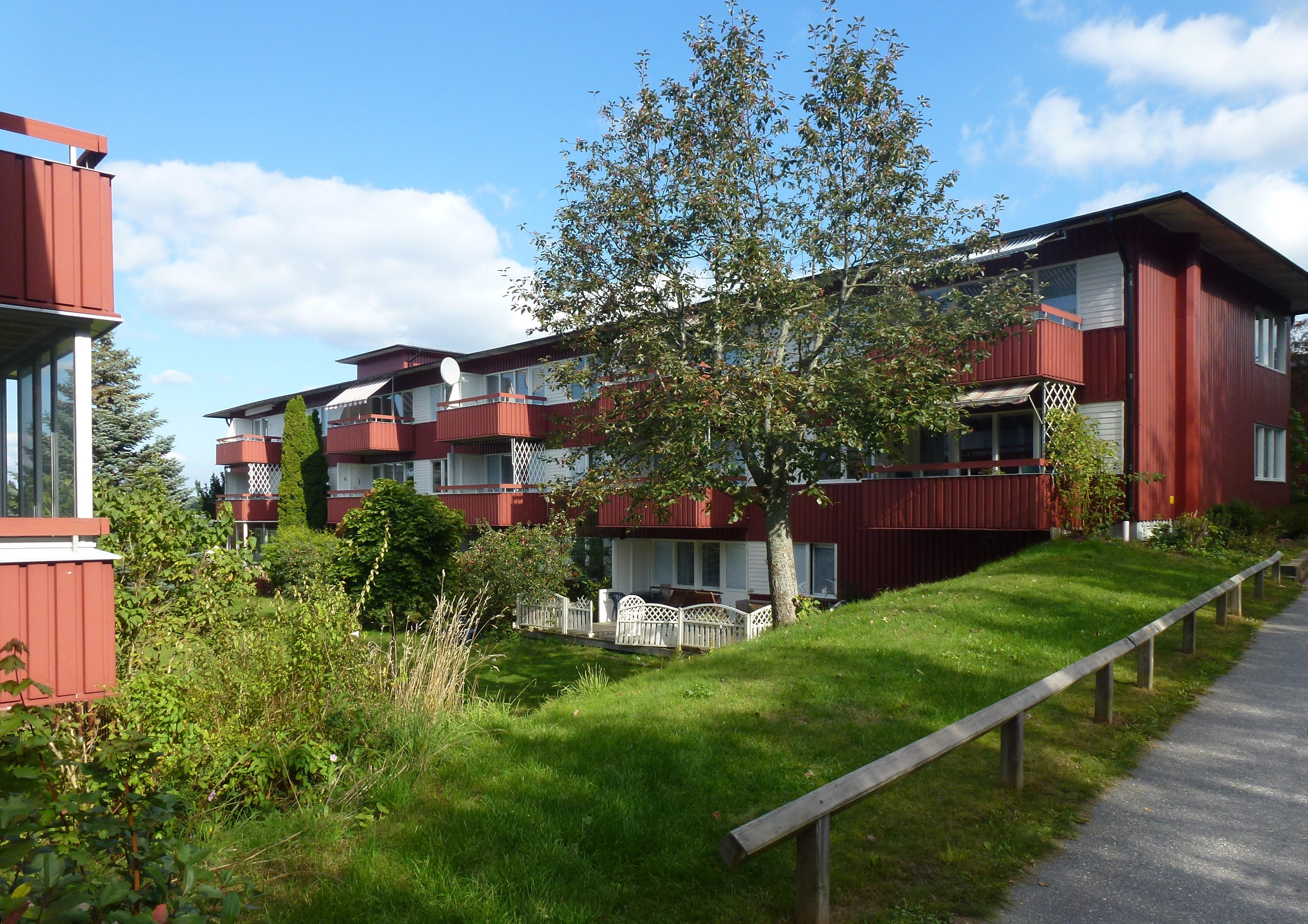
Kedjehus vid Skarpbrunnavägen
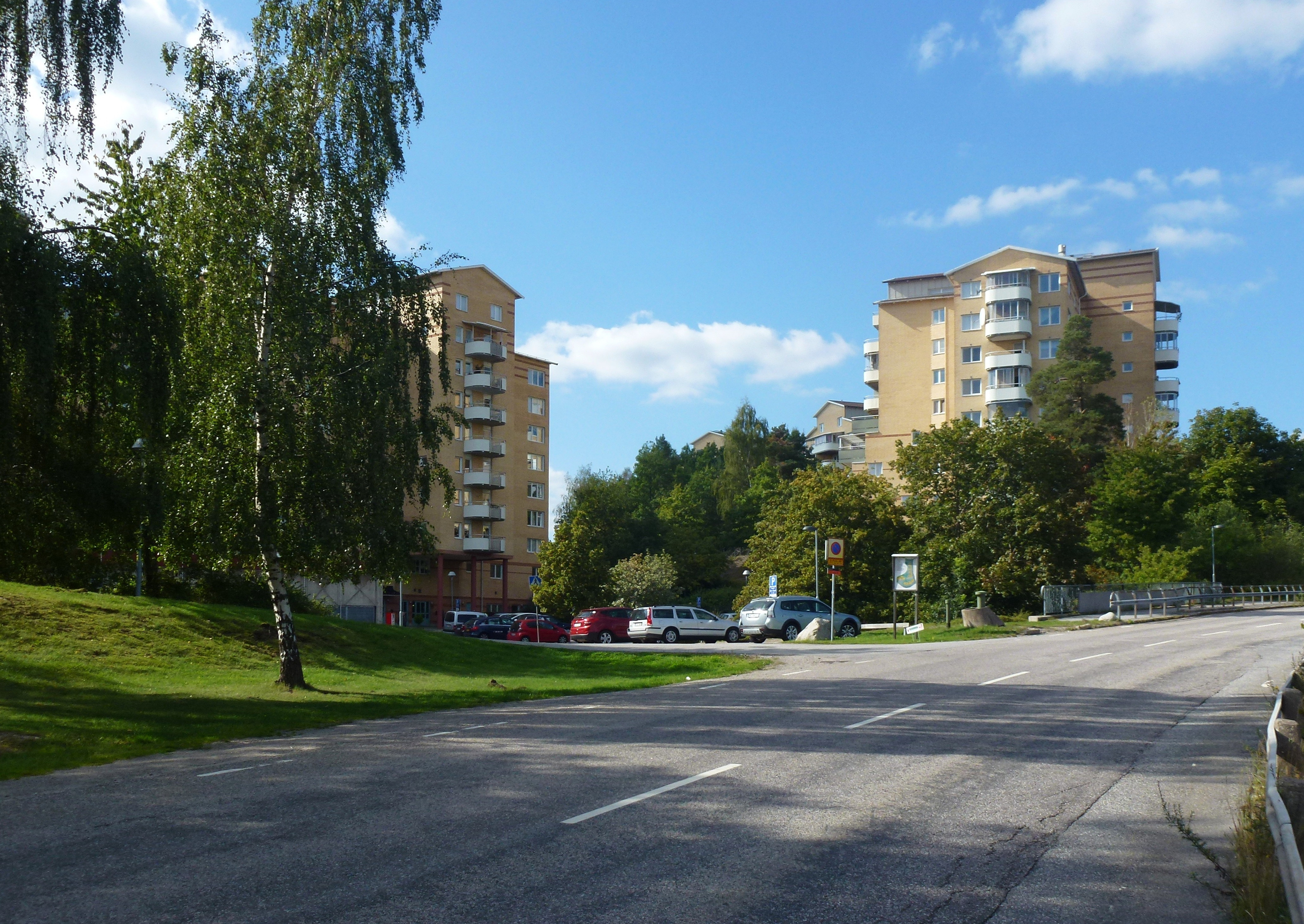
HSB:s "Tre Källor"
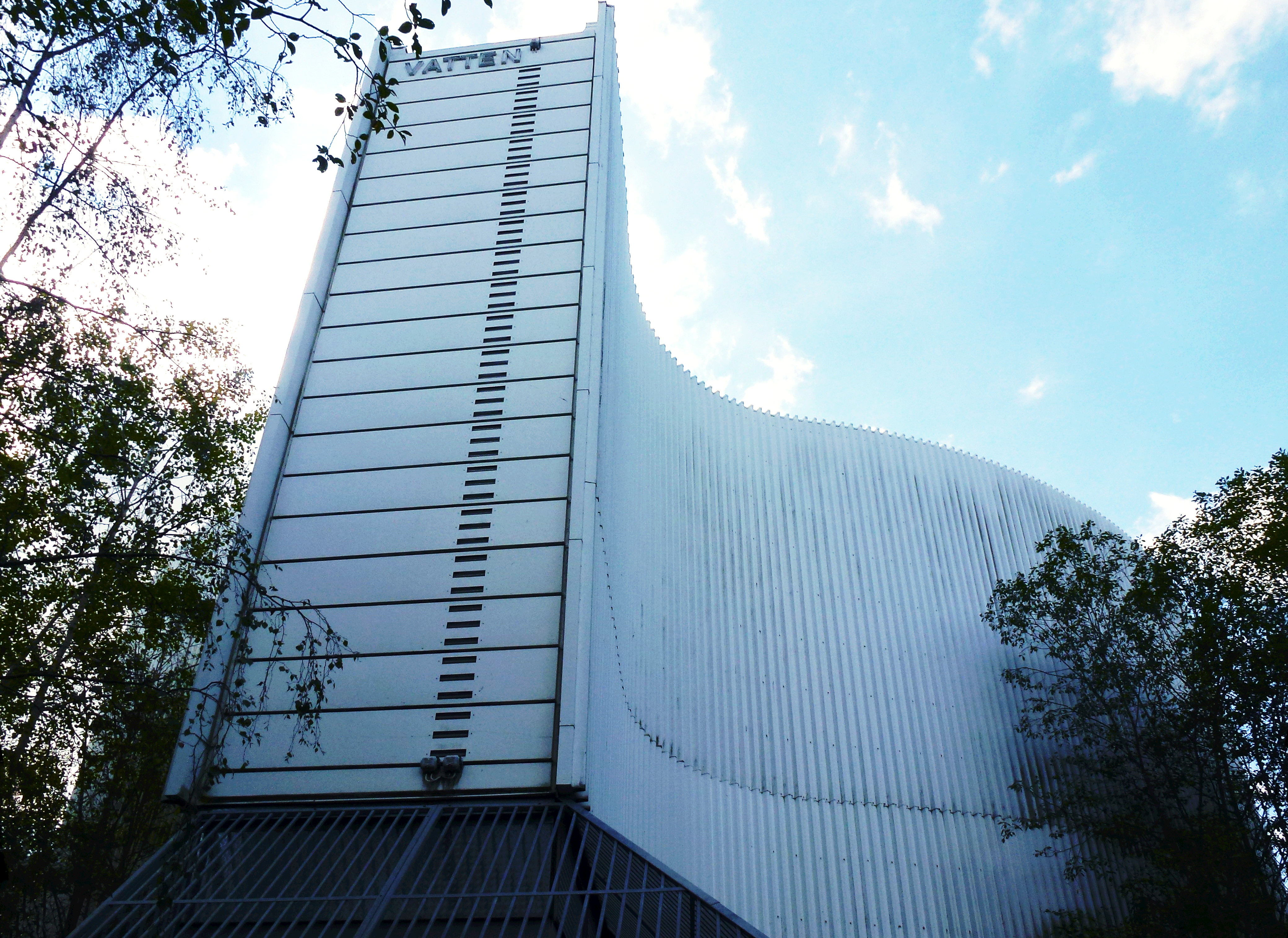
Vattenreservoaren på Eriksbergsåsen